# Décret constitutionnel du 24 novembre 1830

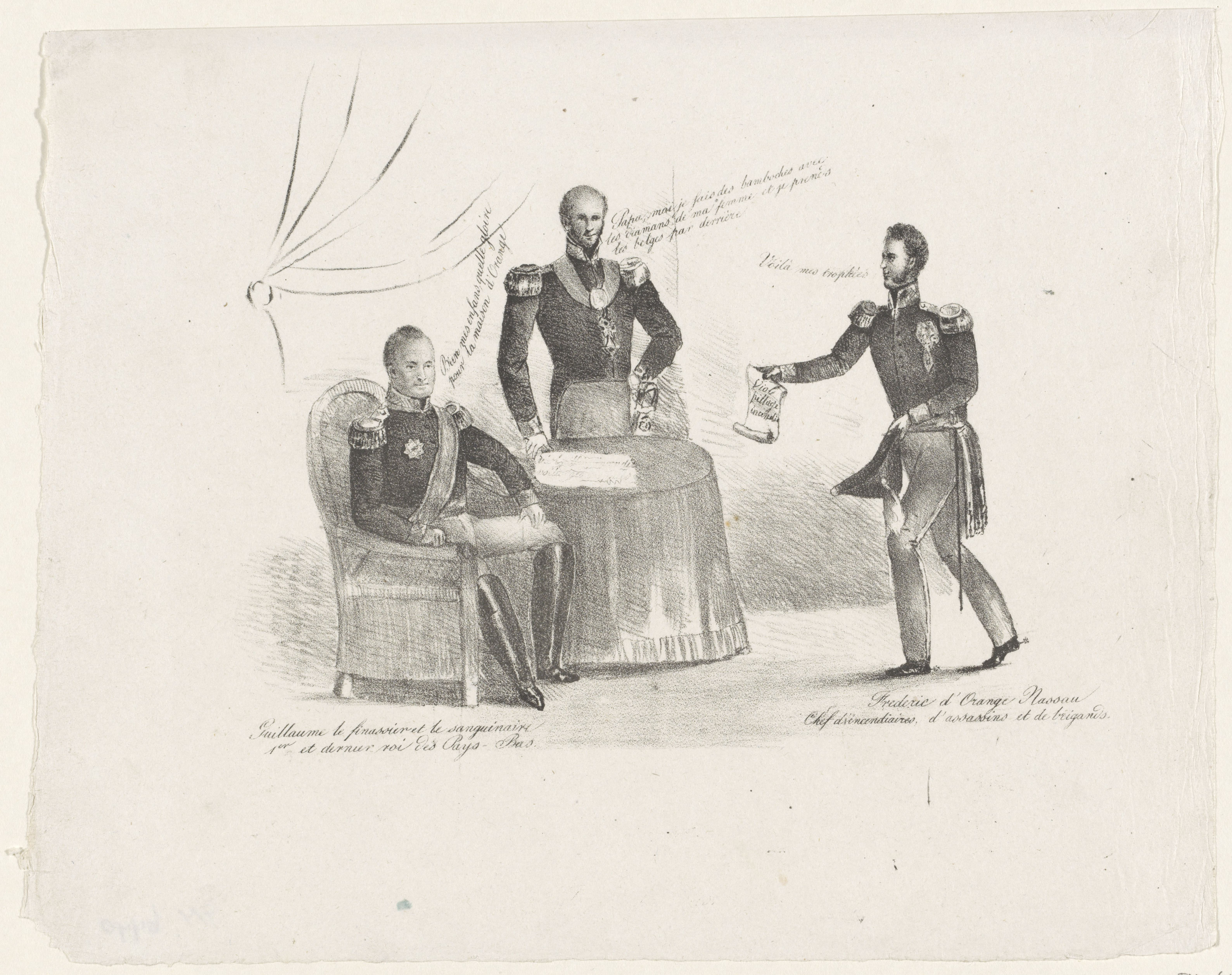
Lithographie satirique pro-belge, représentant le souverain du Royaume uni des Pays-Bas, Guillaume Ier d'Orange-Nassau et ses deux fils, les princes Guillaume et Frédéric.

Le décret constitutionnel du 24 novembre 1830 est un des trois textes constitutionnels de la Belgique. Il a été pris par le Congrès national pendant la révolution belge afin d'exclure perpétuellement la famille d'Orange-Nassau de tout pouvoir en Belgique.

## Contexte

### La famille d'Orange-Nassau en Belgique

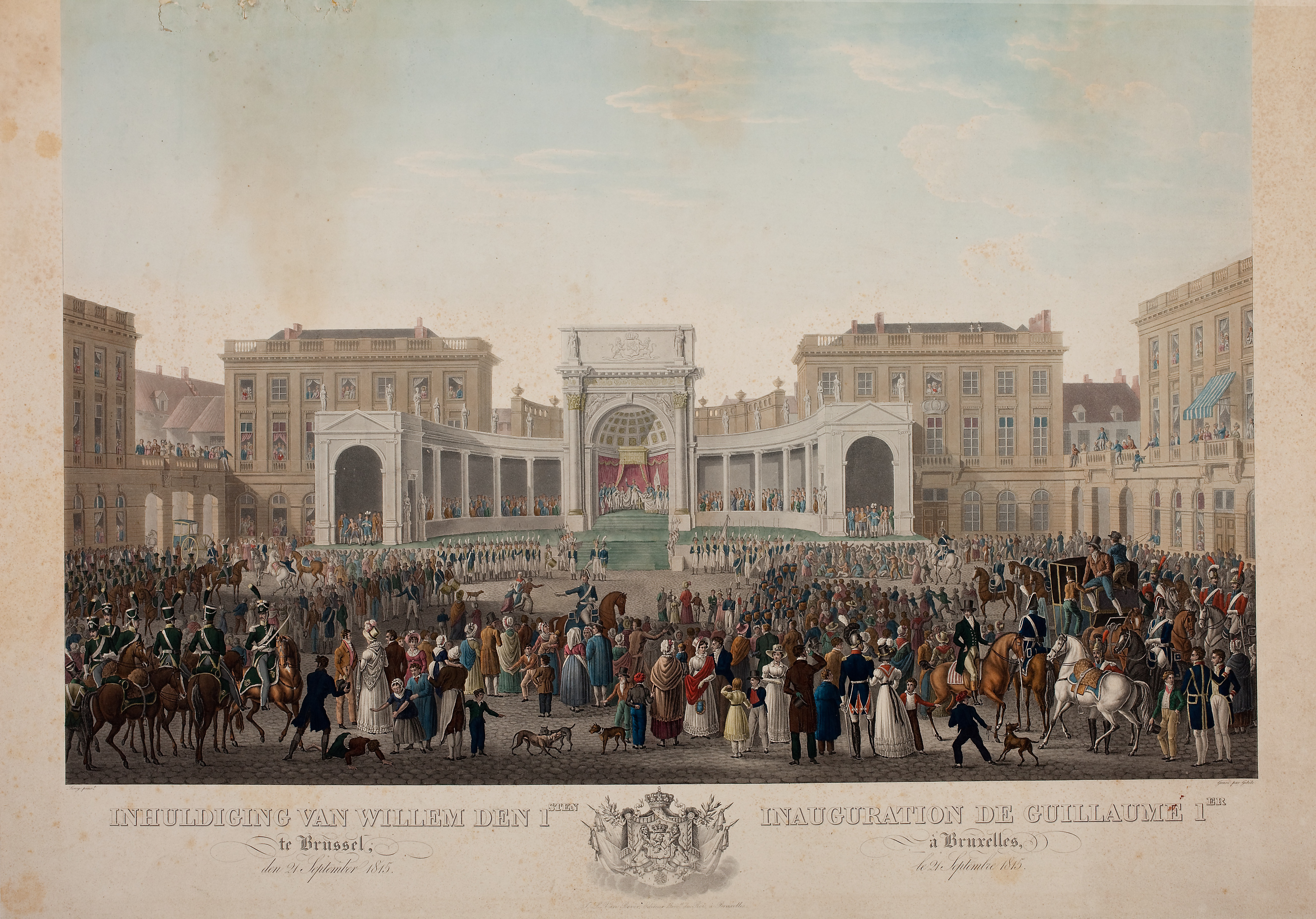
L'intronisation de Guillaume Ier d'Orange-Nassau comme souverain du Royaume uni des Pays-Bas sur la Place Royale de Bruxelles en 1815.

Le Royaume uni des Pays-Bas est créé par le congrès de Vienne en 1815 en guise d'état-tampon entre la France et la Prusse après la chute du premier Empire français de Napoléon Bonaparte. Il unifie l'ancienne grande puissance européenne qu'était la République des Provinces Unies, majoritairement protestante, aux Pays-Bas méridionaux, majoritairement catholiques, composés grosso modo des Pays-Bas autrichiens, de la principauté de Liège et du duché de Bouillon. Le congrès lui choisit comme souverain, Guillaume Ier de la maison d'Orange-Nassau, lointain descendant de Guillaume d'Orange, héro de la Guerre de Quatre-Vingts Ans au XVIe siècle, lors de laquelle les sept futures Provinces-Unies s'émancipent des Pays-Bas espagnols, dominés par les Habsbourg d'Espagne.
Le nouveau roi est intronisé à Bruxelles, chef-lieu de la province du Brabant-Méridional et plus grande ville du sud, le 21 septembre 1815 et fait du palais royal de Bruxelles sa deuxième résidence. Cependant, Guillaume Ier pratique une politique « pro-hollandaise », vivement contestée dans les provinces du sud, ce qui le rend impopulaire chez les « belges » et mène à l'insurrection de 1830 dans les Pays-Bas méridionaux, premier épisode de la révolution belge.

### La révolution belge

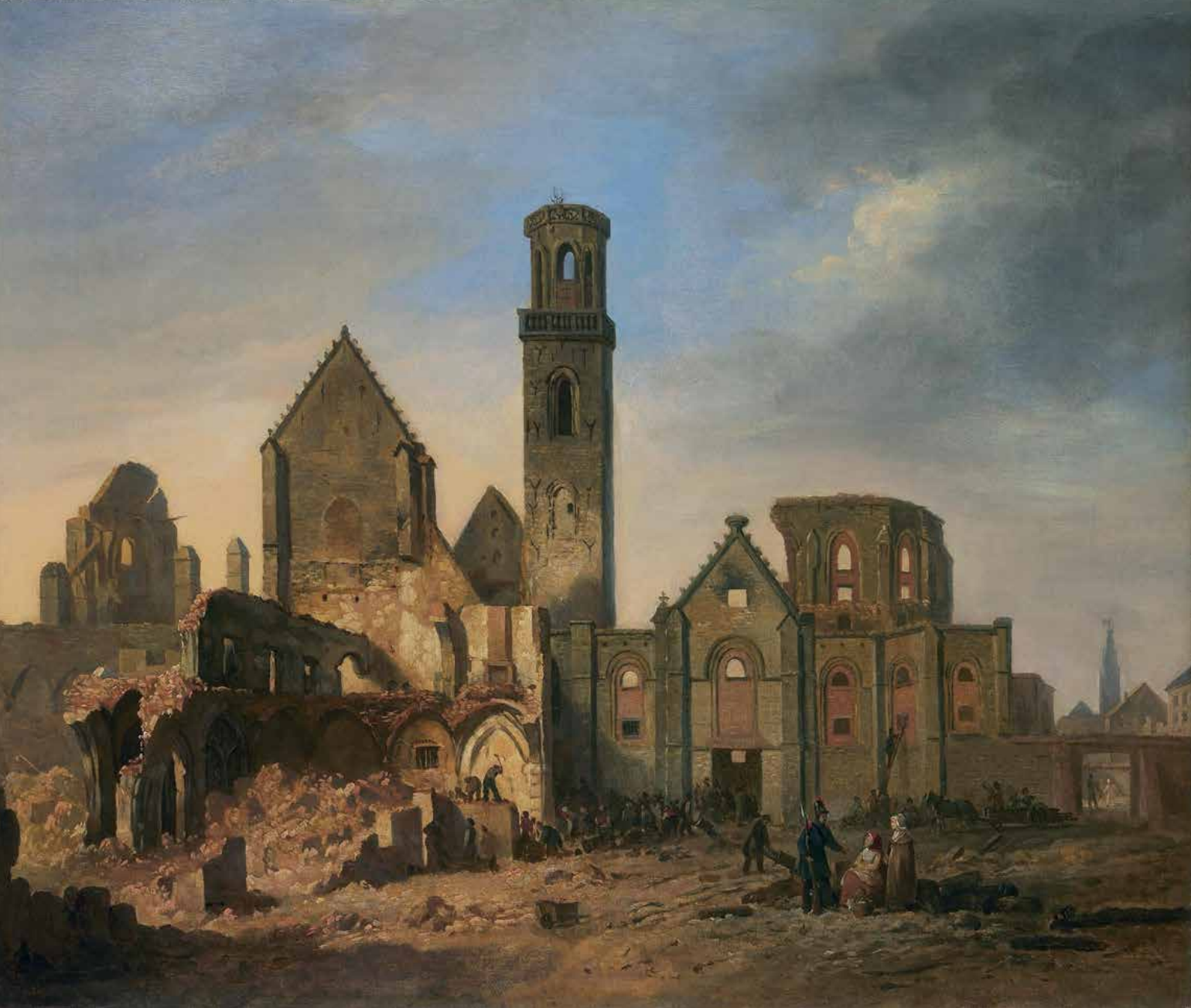
Le bombardement d'Anvers du 27 octobre 1830 retourne définitivement une grande partie de l'opinion publique belge contre la maison d'Orange-Nassau.

Après avoir chassé l'armée néerlandaise de Bruxelles lors des Journées de Septembre puis que le gouvernement provisoire de Belgique ait proclamé l'indépendance de la Belgique du Royaume uni des Pays-Bas le 4 octobre 1830, les volontaires de la révolution belge s'engagent dans la guerre belgo-néerlandaise en repoussant les troupes du roi vers la frontière entre la Belgique et les Pays-Bas. Le 27 octobre 1830, les « hollandais », sous le commandement du prince Bernard de Saxe-Weimar-Eisenach et du général David Chassé, bombardent Anvers, faisant 85 morts ainsi que des dégâts considérables. Cela provoque l'indignation de la population belge, en conséquence de quoi, le Congrès national proclame :

« Le nom du Prince d'Orange est à jamais enseveli sous les ruines encore fumantes de la ville d'Anvers. »

En effet, le fils du roi, le prince Guillaume, prétend désormais au futur trône de Belgique et soutient le mouvement orangiste dans ses tentatives de coup d'état en sa faveur.

## Texte
Le 24 novembre 1830, le Congrès national adopte le décret constitutionnel suivant :

« Au nom du peuple belge,
Le Congrès national déclare que les membres de la famille d'Orange-Nassau sont à perpétuité exclus de tout pouvoir en Belgique. »

## Problématique
Ce décret exclut tout membre de la famille d'Orange-Nassau d'exercer une fonction de pouvoir en Belgique. Ce décret pose en effet problème avec les normes trouvant leur origine dans la Convention européenne des droits de l'homme. En effet, ce texte interdit, et ce dans tous les pays membres du Conseil de l'Europe, de faire une discrimination et d'empêcher des personnes visées explicitement d'exercer des fonctions au sein d'un État. Ce problème n'est pas encore réglé à ce jour, mais une solution devra se trouver à long terme.

## Controverse
Il y a aujourd'hui en Belgique une controverse sur la question de savoir si les décrets constitutionnels sont supraconstitutionnels ou non, et donc, révisables ou non. Cette question concerne en particulier le décret du 24 novembre 1830.
On peut cependant essayer de trouver la volonté des membres du Congrès pour expliquer cette particularité. Beaucoup estiment que si les membres du Congrès national ont édicté ces décrets en dehors de la Constitution proprement dite, c'est pour rendre ces deux règles non révisables par la procédure de l'article 195 de la Constitution. On est donc en droit de considérer que ces normes sont supra-constitutionnelles.
Le Conseil d’État est d'un avis contraire : dans son avis relatif à la proposition de loi abrogeant le décret n° 5 du 24 novembre 1830 du Gouvernement provisoire portant exclusion perpétuelle de la famille d’Orange-Nassau de tout pouvoir en Belgique (Chambre, doc. parl., 1992-1993, 1036/2), le Conseil d'État exprime des doutes quant à la portée normative du décret de 1830 (présenté comme une « déclaration politique ») et contestant le caractère irrévocable de l’interdiction portée par le décret, arrive à la conclusion que, si une portée normative devait néanmoins être reconnue à ce décret, la modification ou l’abrogation devrait pouvoir intervenir selon la procédure de révision constitutionnelle (cf. pp . 5 et 9).